# Кандо Кандов
Кандо Николов Кандов е български учен сурдопедагог и логопед, професор.

## Биография
Роден е в чиновническо семейство в гр. Добрич на 19 март 1902 г. Баща му Никола Кандов е ветеринарен фелдшер. Той е второто от 7-те деца на семейството, по-големият му брат е Цено Кандов, заслужил артист.
Поради войните и окупацията на Добруджа баща му е местен на служба в разни градове, а с него и цялото семейство. Затова К. Кандов е учил в Добрич, Каварна, Варна, Деде Агач, Гюмюрджина, Софлу, пак в Добрич и завършва педагогическото училище в Лом в 1922 г.
От 1922 до 1924 година е учител в с. Девня. След това продължава образованието си в Софийския университет в специалност педагогика и филосифия, но се налага да напусне поради проблеми със самоиздръжката си. Работи 4 години и се подготвя в института за глухонеми във Варна, успешно полага държавен изпит за учител-специалист по обучението на глухи деца през 1931 г. Посещава училища за глухи в Прага, Будапеща и Виена.
През 1936 г. е поканен да открие училище за бавноразвиващи се деца в Русе, а следващата 1937 г. е назначен за учител в Училището за глухи в София и е командирован на специализация в Берлин, където остава до май 1938 г. Специализира в училища и социални заведения за глухи в Лайпциг, Щетин, Бреслау, Лигниц.
От 1941 до 1945 година е директор на училището за глухи в София. Уволнен е от новата власт през 1945 г. В периода 1947 – 1949 г. е кметски представител и председател на временната управа на Първи софийски район, после е референт и началник на отд. „Социални грижи“ при СГНС.
Кандов е основоположник и директор на първото логопедическо училище в България от 1954 до 1962 г. По съвместителство завежда Логопедическия кабинет в Градския психоневрологичен диспансер. Участва в подготовката на учителите-дефектолози в Института за усъвършенстване на учителите и като хоноруван преподавател в Неврологичната клиника на Института за усъвършенстване на лекарите.
През септември 1962 г. излиза в пенсия и наново постъпва на длъжност в Централния съвет на Съюза на глухите в България, като завеждащ сектора по културно-масовата работа сред глухите.
Проф. Кандо Кандов дълги години е доайенът на българските сурдопедагози и логопеди, неговия живот е посветен на каузата на нечуващите и хората с увреден слух. Негова мотивираща фраза е „Глухотата не е оправдание. Когато се работи истински, от сърце – успехите са налице...“

## Семейство
При завръщането си от Германия Кандов се запознава с бъдещата си съпруга Надежда Илиева, завършила Пражката консерватория пианистка. На 9 юни 1938 г. сключват брак. Тя е дъщеря на българския художник Харалампи Илиев, учил в Пражката художествана академия при Юлиус Маржак, и чехкинята Олга Херолдова, завършила Пражката консерватория. На 16 март 1939 г. се ражда синът им Николай Кандов.

## Галерия
- Кандов на 30 год.
- Кандов на 40 год.
- Кандов на 60 год.
- Кандов на 80 год.

## Статии
- Вестник „Безъ слухъ и говоръ“, 07.1940 г.
- Вестник „Тишина“, 05.1987 г.
- Списание „За жената днес“, 1995 г.
- Вестник „Тишина“, 09.1996 г.
- Вестник „Тишина“, 03.1997 г.
- Вестник „Тишина“, 03.1998 г.
- Вестник „Тишина“, 03.2002 г.
- Вестник „Трета възраст“, 10.2002 г.